# Ingegneria aerospaziale

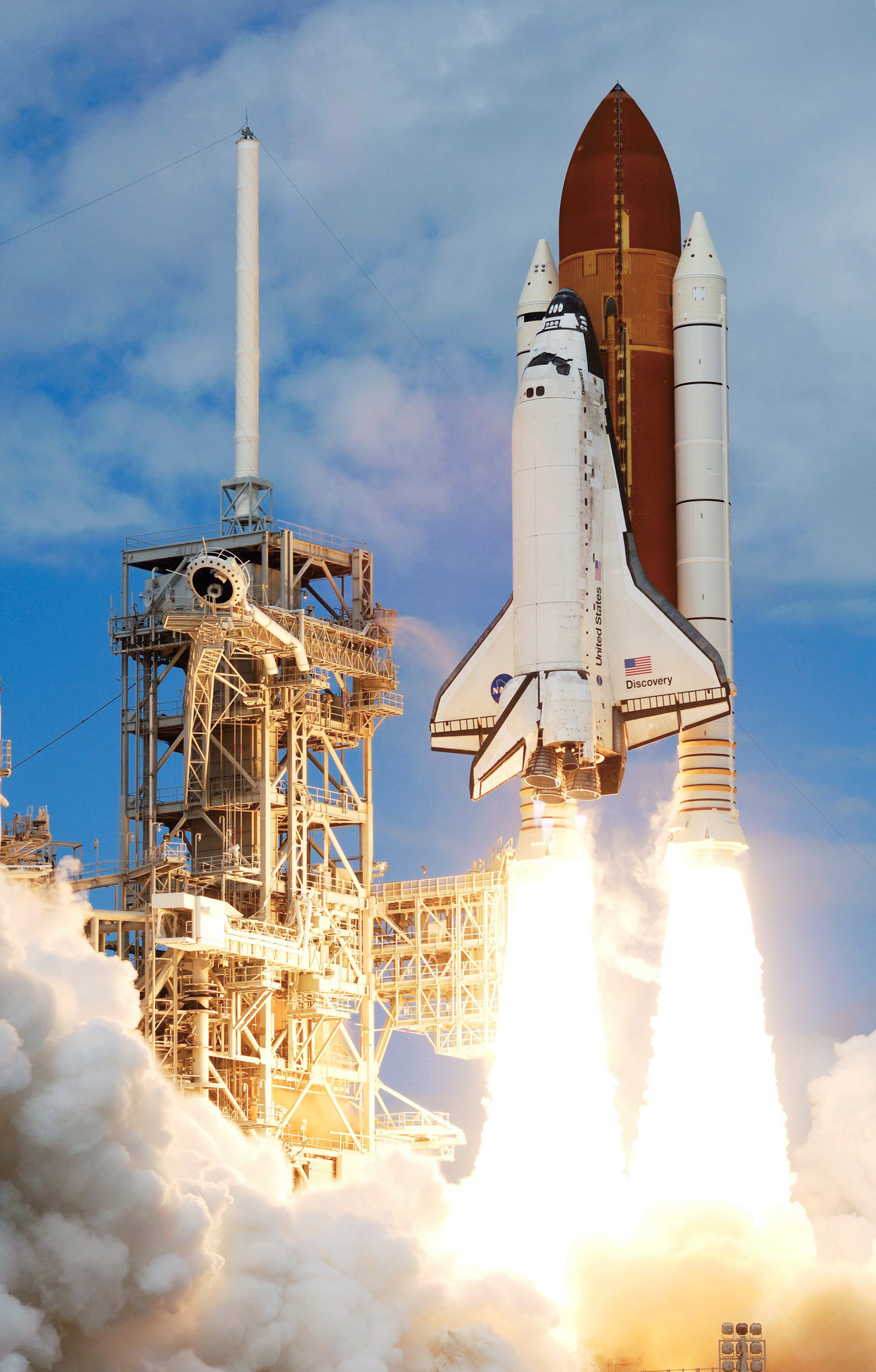
Lo Space Shuttle

L'ingegneria aerospaziale è un ramo dell'ingegneria che applica principi di fisica, scienza dei materiali e di altre discipline collegate alla progettazione di aeromobili e veicoli spaziali. Lo sviluppo dei primi è affidato all'ingegneria aeronautica, lo sviluppo dei secondi è affidato all'ingegneria spaziale.

## Storia

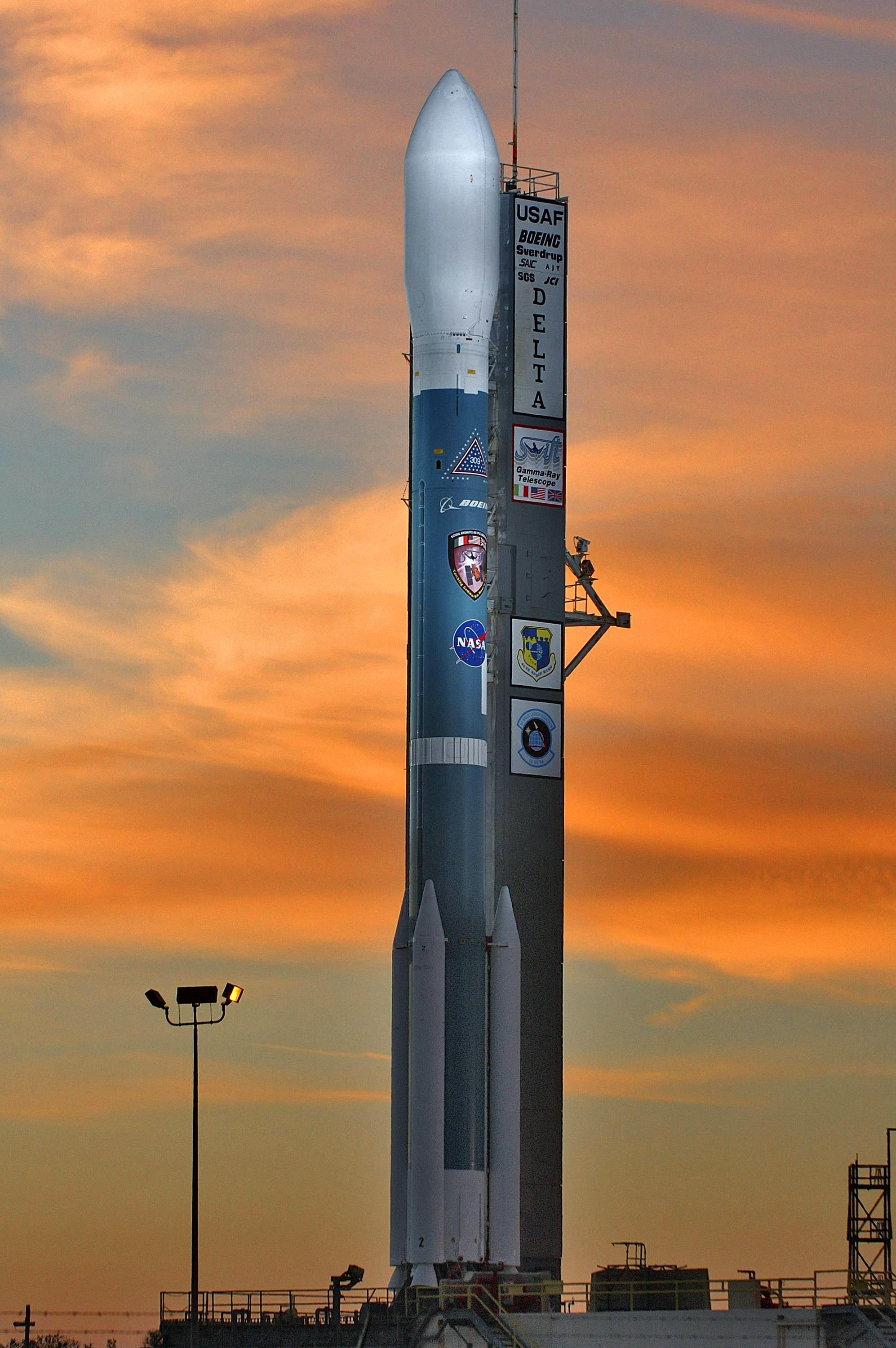
Un razzo vettore

I primi studi ingegneristici in questo campo risalgono a Leonardo da Vinci e alle sue celebri macchine volanti, che non hanno, però, mai visto una realizzazione pratica. Per trovare una vera macchina volante bisogna aspettare il 1782, anno in cui prende il volo la prima mongolfiera, che ispirerà gli aerostati Zeppelin della prima metà del XX secolo. Per vedere un primo esempio di aereo occorre aspettare gli inizi del XX secolo (1903), con il primo volo del Flyer I (così denominato dai fratelli Wright), primo mezzo con un peso specifico maggiore di quello dell'aria ad alzarsi da terra.
Il XX secolo ha visto lo sviluppo tecnologico e la diffusione nel campo militare e civile di tali apparati, fino alla realizzazione, nella seconda metà del secolo, di velivoli capaci di viaggiare nello spazio.
Wernher von Braun progettò i V2 nazisti, lanciatori suborbitali a corto raggio in grado di trasportare testate esplosive.
La formula principe della Propulsione spaziale è l'Equazione del razzo di Ciolkovskij, la quale descrive un Δv in base alla quantità di propellente espulso nella direzione opposta rispetto a quella verso la quale ci si vuole muovere.

## Competenze e discipline d'interesse

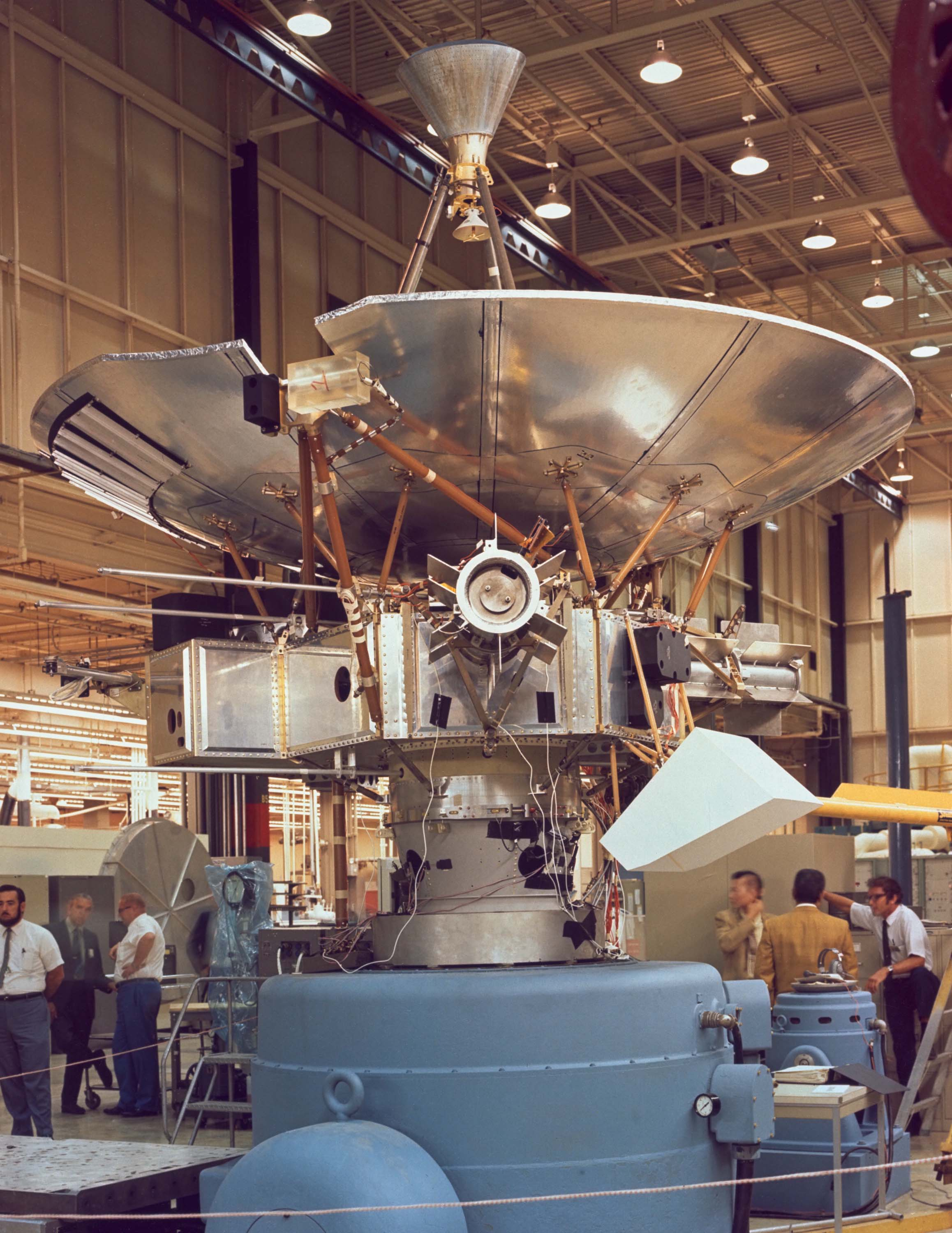
Costruzione della sonda Pioneer 10

Per la loro progettazione, i moderni aeromobili, essendo sistemi molto complessi, richiedono una solida formazione di base multidisciplinare, che va dalla scelta dei materiali più idonei ad essere utilizzati nelle varie soluzioni tecniche alla definizione del profilo di missione di un velivolo, dalle prestazioni fino agli equipaggiamenti. L'ingegnere aerospaziale, infatti, deve tener conto di numerosi fenomeni di natura aerodinamica, strutturale, termica, elettromagnetica e meccanica per poter dimensionare opportunamente la struttura, gli apparati propulsivi, disegnare il profilo aerodinamico delle superfici portanti, gli impianti di bordo e gli strumenti di navigazione.
La notevole, e sempre crescente, complessità del prodotto aerospaziale richiede, dunque, l'impiego di figure di alto profilo, dotate quanto più possibile, di conoscenze d'insieme dei velivoli. In particolare, l'estrema complessità dell'aerodinamica ha reso il computer uno strumento fondamentale nell'ingegneria aerospaziale, senza il quale gran parte dei risultati ottenuti negli ultimi 30 anni (come il viaggio interplanetario ed i velivoli tutt'ala, ovvero privi di coda) non sarebbero stati conseguiti.
Per gli ingegneri aerospaziali che operano nel campo aeronautico è di vitale importanza la conoscenza della normativa redatta dalle autorità nazionali e sovranazionali (quali ENAC, EASA, FAA) di regolazione tecnica, certificazione, vigilanza e controllo nel settore dell'aviazione. L'ingegneria aerospaziale è un settore dell'ingegneria molto importante dal punto di vista economico, dal momento che, oggi, gli aerei consentono di raggiungere quasi ogni punto della Terra in tempi ridotti. In campo spaziale, la progettazione di satelliti rende possibile la trasmissione di dati ad alta velocità, in ogni punto del pianeta e l'esplorazione dei corpi del sistema solare.
Il notevole bagaglio scientifico degli ingegneri aerospaziali rende questa figura molto ricercata anche nella progettazione di grandi opere pubbliche (ponti, dighe, grattacieli) e nell'industria automobilistica (soprattutto sportiva) e motoristica in generale.